# Hézecques
Hézecques (Nederlands: Heseke) is een gemeente in het Franse departement Pas-de-Calais (regio Hauts-de-France) en telt 117 inwoners (2009). De plaats maakt deel uit van het arrondissement Montreuil.

## Naam
De plaatsnaam is in verschillende spellingvormen geattesteerd: Heseca (1112), Hesecha (1112-1123), Heseche (1137), Hesseca (1139-1164), Hesekes et Haseches (1167), Herseke (1206), Heseka (1218), Heseke (1226), Hiesecque (1240), Heseque (1260), Desecle (1297), Eseke (1311), Hesecque (1331), Hezeicke (1343), Hesesque (1477), Hezecke (v. 1512)
Het eerste deel van de plaatsnaam verwijst naar de Frankische persoonsnaam "Haso" en het tweede gedeelte betreft een Gallo-Romeinse achtervoegsel "-iacum" (toebehorend aan). Het is een voorbeeld van de middeleeuwse ontwikkeling van een plaatsnaam overeenkomstig de Nederlandse fonetiek. Later is deze naam enigszins verfranst tot: Hézecques.

## Geografie
De oppervlakte van Hézecques bedraagt 5,0 km², de bevolkingsdichtheid is dus 23,4 inwoners per km². Hézecques ligt in de vallei van de Leie op een hoogte van 78 tot 186 meter.
De onderstaande kaart toont de ligging van Hézecques met de belangrijkste infrastructuur en aangrenzende gemeenten.

## Bezienswaardigheden

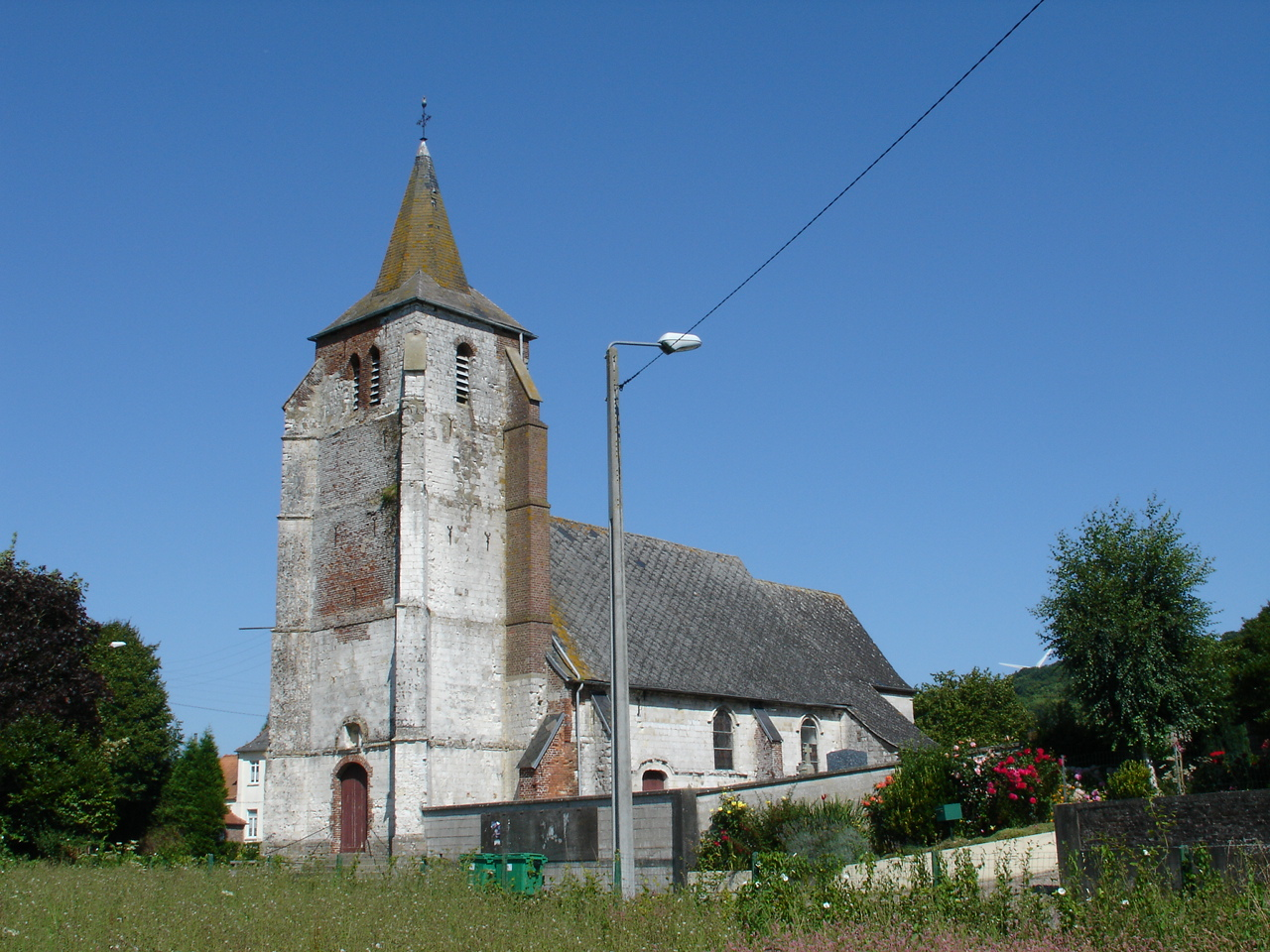
De Sint-Maartenskerk in Hézecques

- De natuurstenen Sint-Maartenskerk (Église Saint-Martin), waarvan het schip uit de 12e eeuw stamt. Het koor en de toren zijn 16e-eeuws.
- Het Monument voor de gevallenen (Monument aux Morts).

## Demografie
Onderstaande figuur toont het verloop van het inwonertal (bron: INSEE-tellingen).

## Nabijgelegen kernen
Lugy, Senlis, Matringhem, Beaumetz-lès-Aire